# Rivignano

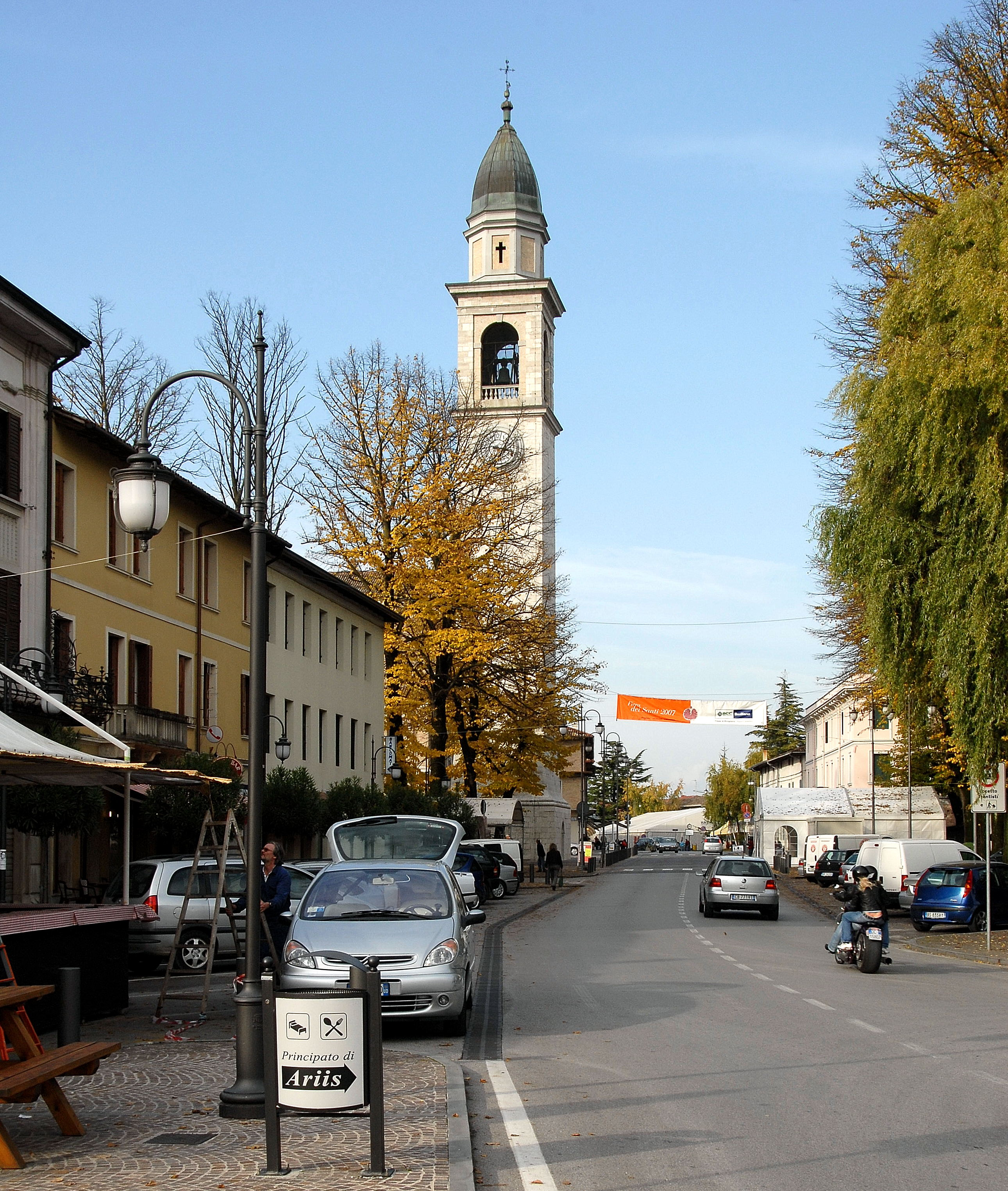
Hauptstraße mit Glockenturm

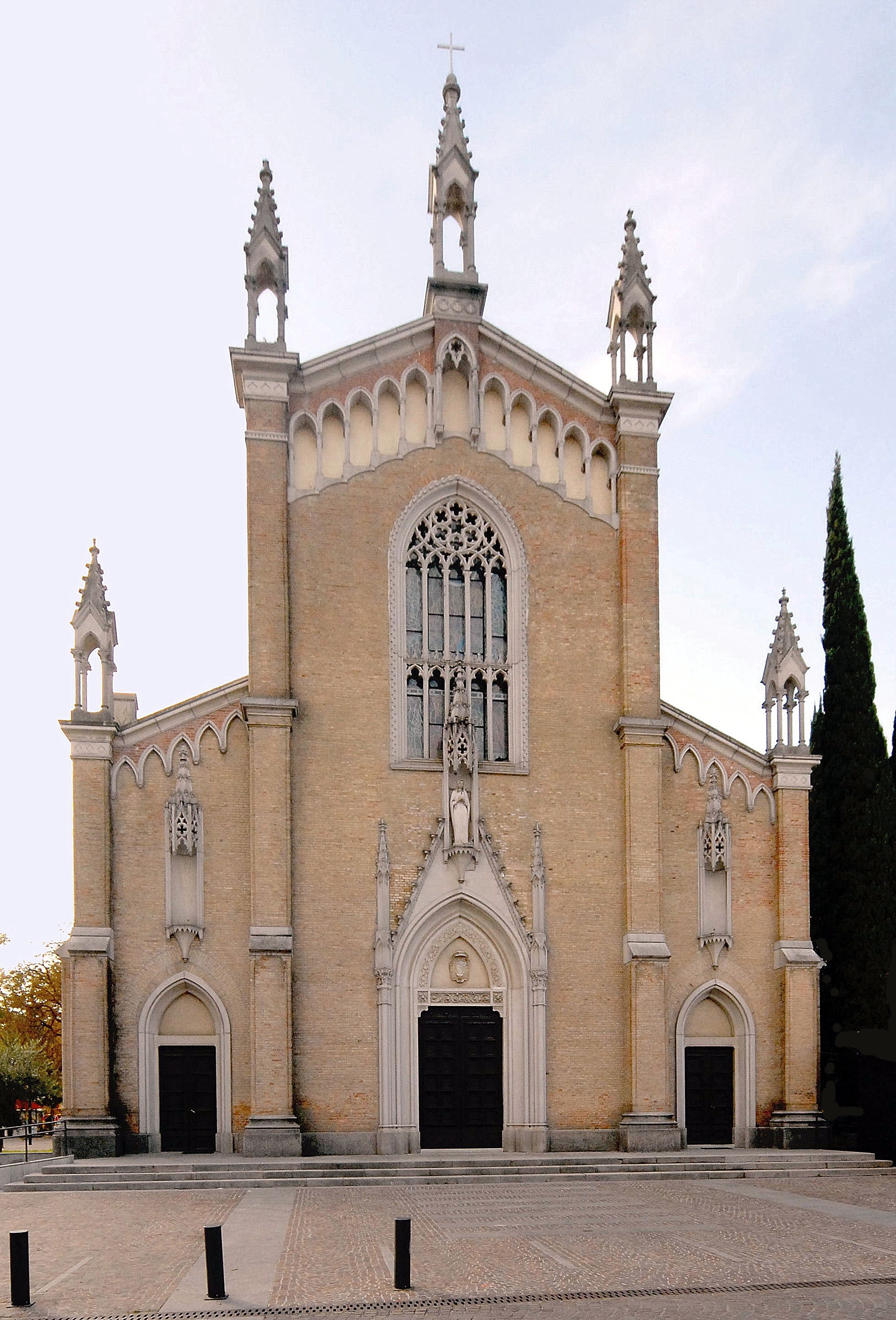
Pfarrkirche

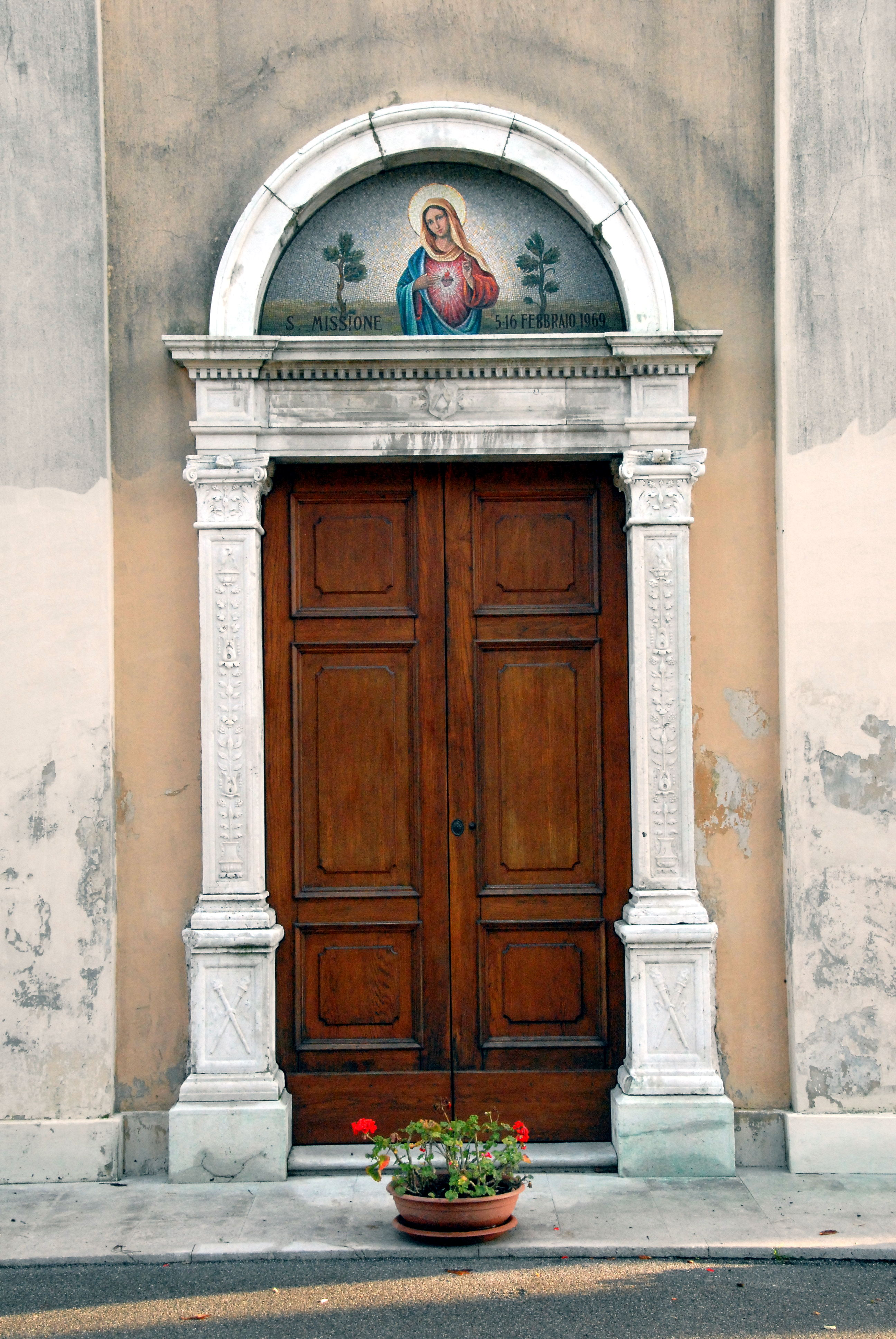
Portal von Pilacorte zur Kirche Heiliger Jakob in Ariis

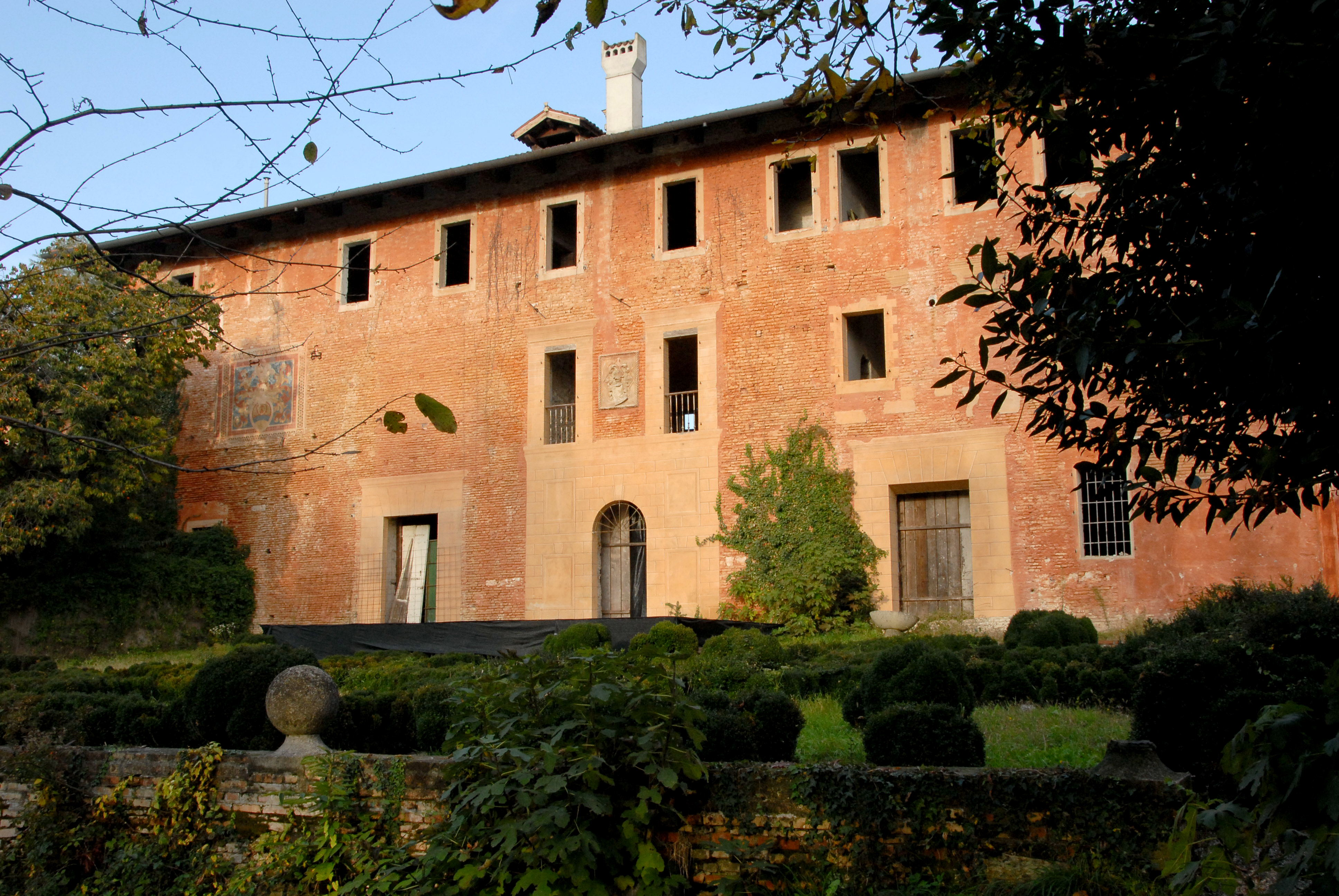
Villa Ottelio-Savorgnan in Ariis

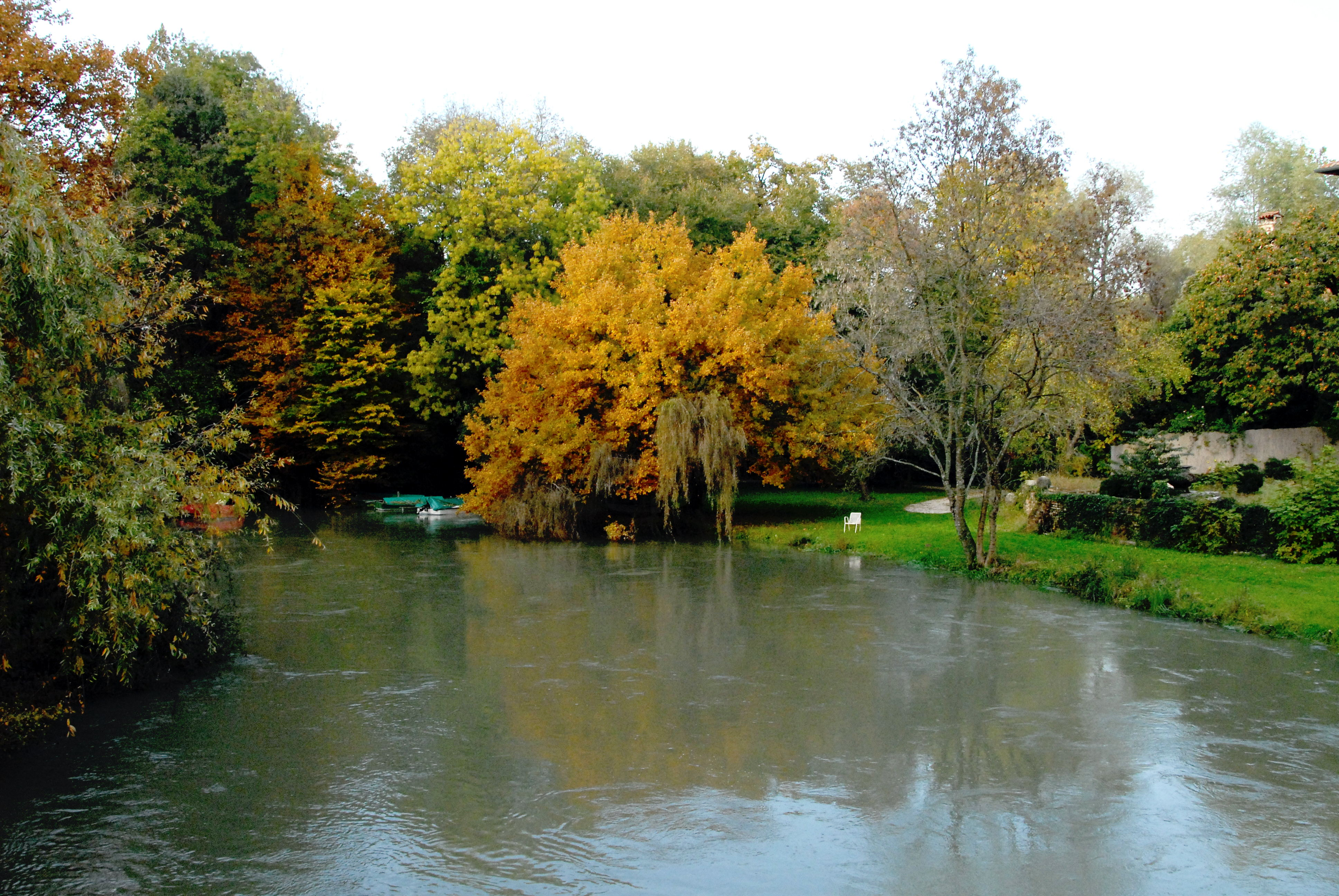
Fluss Stella in Ariis

Rivignano (furlanisch Rivignan) ist ein Ort und war eine Gemeinde in der Provinz Udine. Rivignano liegt in südwestlicher Richtung von der Hauptstadt der Region Friaul-Julisch Venetiens Udine und zwischen den Gemeinden Codroipo und dem Seebad Lignano Sabbiadoro. Der Ort ist vom Hauptfluss der Region, dem Tagliamento, etwa 5 km und vom kleinen Fluss Stella etwa 2 km entfernt und liegt auf einer Höhe von 30 m. s. l. m.

## Bauwerke
Die kleine Kirche der Heiligen Maria vom Rosenkranz, gleich am Friedhof, fällt wegen des Glockenturms mit zweibogigem Fenster mitten in der Fassade auf, zeigt ein Portal, welches verziert ist mit dem Basrelief der Figur der Madonna mit dem Kind, das Giovanni Antonio Pilacorte zugeschrieben wird. Im Kirchen-Innenraum steht der Altar mit Madonna des Rosenkranzes und Heilige (1552), Werk von Bernardino Blaceo, ausgeführt nach dem Modell des Triptychons von Pordenone (1526), aufbewahrt im benachbarten Varmo.
Ein Portal, ebenso geschaffen von der Hand Pilacorte, befindet sich in der Kirche des Heiligen Apostels Jakob, in der Ortschaft Ariis, wo auch die Villa Ottelio aus dem 16. Jahrhundert, mit Blick auf den Fluss Stella steht.
In Flambruzzo steht die aus dem 17. Jahrhundert stammende Villa Codroipo, ein dreigeschoßiges Bauwerk, das man über eine turmbewehrte Brücke betritt.

## Ortsteile
- Sivigliano, liegt in einer reichen Zone mit belebenden Wasserquellen, hat eine Kirche aus dem 16. Jahrhundert, die dem Heiligen Markus geweiht ist, worauf die beiden geflügelten Löwen, die am Eingang aufgestellt sind, aufmerksam machen.

- In der Nähe von Ariis liegt die Villa Ottelio-Savorgnan, die an einem Bogen des Flusses Stella liegt und ein Süßwasser-Aquarium besitzt.

- Sella

- Flambruzzo

## Geschichte
Rivignano schloss sich am 1. Januar 2014 mit der Gemeinde Teor zur neuen Gemeinde Rivignano Teor zusammen. Die Gemeinde hatte am 31. Dezember 2013 4430 Einwohner auf einer Fläche von 30 km². Zu ihr gehörten die Fraktionen Ariis, Flambruzzo, Sivigliano und Sella. Nachbargemeinden waren Bertiolo, Pocenia, Ronchis, Talmassons, Teor und Varmo.

## Partnergemeinde
- Pörtschach am Wörthersee, Kärnten, Österreich, ist von Rivignano rund 174 Straßen-Kilometer entfernt. Die Fahrzeit mit dem PKW beträgt rund eindreiviertel Stunden.